# Chassawjurt
Chassawjurt (awarisch Хаса́вюрт, russisch Хасавю́рт, tschetschenisch Хаси-Эвл kumykisch Хасав-Юрт) ist eine Stadt mit 131.187 Einwohnern (Stand 14. Oktober 2010) in Russland in der Teilrepublik Dagestan. Sie liegt im Westen der Republik nahe der Grenze zu Tschetschenien und 82 km von der Hauptstadt Machatschkala entfernt.

## Geschichte
Der Ort wurde 1846 als russischer Militärstützpunkt gegründet zum Schutz der nördlich gelegenen russischen Territorien vor Angriffen der Tschetschenen und anderer rebellischer Kaukasusvölker. Ursprünglich wurde der kumykischstämmige Ortsname getrennt als Chassaw-Jurt geschrieben, also „Siedlung Chassawa“. Später entwickelte sich die Festung als Handelsort und erhielt auch einen bis heute bestehenden Eisenbahnanschluss. Seit 1931 hat Chassawjurt den Stadtstatus sowie seinen heutigen Namen.
Zwischen 1989 und 2009 hat sich die Bevölkerungszahl der Stadt von 70.000 auf über 128.000 erhöht. Grund hierfür war der starke Zuzug tschetschenischer Flüchtlinge ab 1995 wegen des ersten und zweiten Tschetschenienkrieges.
Im August 1996 handelte der russische General Alexander Lebed mit dem Chef der tschetschenischen Übergangsregierung Aslan Maschadow ein Waffenstillstandsabkommen aus, das auch den Abzug der russischen Truppen aus Tschetschenien beinhaltete (Abkommen von Chassawjurt).
Am 27. Januar 2011 explodierte vor einem Café in Chassawjurt eine Autobombe, die vier Menschen tötete und sechs verletzte.

### Bevölkerungsentwicklung
| Jahr | Einwohner |
| ---- | --------- |
| 1897 | 5.312     |
| 1939 | 23.368    |
| 1959 | 34.194    |
| 1970 | 54.255    |
| 1979 | 65.114    |
| 1989 | 70.514    |
| 2002 | 121.817   |
| 2010 | 131.187   |

Anmerkung: Volkszählungsdaten

## Wirtschaft
Die wichtigsten Wirtschaftszweige sind die Landwirtschaft sowie die Verarbeitung von deren Produkten, außerdem die Lebensmittel- und die Textilindustrie. Auch mehrere Bildungsinstitutionen liegen in der Stadt.

## Söhne und Töchter der Stadt
- Adam Batirow (* 1985), Ringer
- Mawlet Batirow (* 1983), Ringer, Olympiasieger 2004 und 2008 sowie Weltmeister 2007 und Europameister 2006
- Artur Beterbijew (* 1985), Boxer, Europameister 2006 und 2010 sowie Weltmeister 2009
- Radschab Butajew (* 1993), Boxer
- Islam Dudaev (* 1995), albanisch-russischer Ringer
- Achmed Gadschimagomedow (* 1990), Ringer, Europameister 2018
- Razambek Jamalov (* 1998), usbekischer Ringer, Olympiasieger 2024
- Mahmud Məhəmmədov (* 1986), Ringer, Europameister 2010
- Machatsch Murtasalijew (* 1984), Ringer, Weltmeister 2005 und 2007
- Adam Saitijew (* 1977), Ringer, Olympiasieger 2000 sowie vielfacher Welt- und Europameister
- Buwaissar Saitijew (1975–2025), Ringer, Olympiasieger 1996, 2004 und 2008 sowie vielfacher Welt- und Europameister
- Achmed Tschakajew (* 1987), Ringer
- Saur Ugujew (* 1995), Ringer, Weltmeister 2018
- Murad Umachanow (* 1977), Ringer, Olympiasieger 2000
- Chermen Valiev (* 1995), albanisch-russischer Ringer